# Nana Komatsu
Nana "Hachi" Komatsu (小松 奈々 「ハチ」?, Komatsu Nana "Hachi") è un personaggio della serie manga e anime Nana, una delle due protagoniste. Hachi è un nome solitamente dato in Giappone ai cani, come Fido in italiano, che gli altri personaggi della serie utilizzano nei suoi confronti sia in modo vezzeggiativo che vagamente dispregiativo. Sebbene omonima dell'altra comprimaria Nana Osaki, è curioso notare che sia tecnicamente quest'ultima la protagonista eponima: il nome della serie, difatti, è scritto coi kanji del suo nome (ナナ).

## Storia

### Passato
Il suo passato è tranquillo, anche se ha continui problemi con le relazioni amorose; effettivamente, quasi avesse paura di creare legami seri, si innamora di uomini difficili, come nel caso di Asano, molto più anziano di lei e sposato, che resterà impassibile al momento della fine del loro rapporto. Ha il supporto morale della sua amica Junko, grazie alla quale riesce a conoscere un ragazzo di nome Shoji, di cui s'innamora. Il ragazzo parte per Tokyo trovando un modesto lavoro nell'attesa e speranza di riuscire ad entrare all'Accademia di Belle Arti: Hachi si appresta a raggiungerlo dopo un po' di tempo.

### Presente
Intenta a raggiungerlo parte per la capitale anche lei durante il viaggio conosce una ragazza con cui fa subito amicizia. La cosa bizzarra è che entrambe hanno lo stesso nome, ("Nana" in giapponese significa 7), la stessa età e sono dirette verso la stessa meta, infatti la ragazza è Nana Osaki
Hachi raggiunge il suo amato e inizia a convivere con lui, ma la ragazza dopo tanti tentativi di dimostrarsi all'altezza ed essersi confidata più volte con la sua amica, decide che è un passo troppo affrettato e si appresta a cercare casa e vivere per conto proprio, finendo con il convivere proprio con l'altra Nana.
In seguito scoprirà che Shoji la tradisce con Sachiko Kawamura, una sua collega di lavoro, di cui si è innamorato. Dopo aver conosciuto Takumi, inizia una relazione con lui, che interromperà per Nobuo Terashima, un membro della vecchia band di Nana Osaki (i Black Stones), il quale si innamora perdutamente della ragazza. Hachi, però, rimane incinta di Takumi e decide di stare con il padre del bambino, sia perché Takumi è più vecchio di lei e la ragazza non riesce a perdere questo suo vezzo di mettersi con uomini più anziani, sia perché, triste ma vero, Takumi è molto più stabile economicamente di Nobuo.

## Aspetto e carattere
Si innamora facilmente, è sognante e anche un po' ingenua. Sa scrivere molto velocemente gli SMS al cellulare; inoltre, ha molte abitudini bizzarre, come quella di invocare sempre il Grande Demone Celeste, una sorta di divinità personalizzata, a cui dare la colpa per tutte le cose spiacevoli che le succedono. Ha i capelli castano chiaro e grandi occhi nocciola
Il suo carattere è molto diverso dall'altra Nana: infatti, mentre Nana Osaki è seria e introversa, "Hachi" è allegra e romantica. Nonostante ciò, le due ragazze stringeranno un forte legame.

## Relazioni principali
- Nana Osaki. La conosce in treno ed è convinta che sia il destino ad avere organizzato il loro incontro. In seguito diventano coinquiline e stringono un forte rapporto di amicizia. Nana O. le dà il soprannome “Hachi” perché la ragazza le ricorda un cagnolino affettuoso (e in giapponese vuol dire 8). Nana non si confida inizialmente con Hachi, ma quest’ultima ne soffre molto, così inizia un rapporto intimo di confidenza reciproca. Nana però si dimostra molto gelosa e possessiva nei confronti della ragazza e soffre quando lei si mette con Takumi. È invece felice della relazione tra Hachi e Nobuo, perché così può starle vicino. Dopo che Hachi rimane incinta, il loro rapporto si va a perdere pian piano, ma le due rimangono comunque profondamente legate.
- Nobuo Terashima. Inizialmente i due sono solo amici. Si conoscono grazie a Nana, ma pian piano il ragazzo si innamora di lei. Lei sta già con Takumi, ma lui la considera soprattutto come un semplice flirt. Dopo averle dichiarato il suo amore, però, si mettono insieme, perché anche Hachi si è pian piano invaghita del giovane chitarrista. Lui si dimostra sempre dolce e premuroso verso Hachi e lei è convinta di poter davvero essere felice insieme a lui, perciò lascia Takumi. Però, Hachi scopre di essere incinta, e che il padre è proprio Takumi, che si offre di sposarla e provvedere al bambino. Di conseguenza, Nobuo e Hachi si lasciano in modo straziante, perché lei non riesce a non piangere e a spiegargli la situazione, dal momento che sembra che lei lo abbia tradito. Lui non riuscirà a smettere di pensare a lei, nemmeno dopo la rottura della loro relazione.
- Takumi Ichinose. È il bassista dei Trapnest, band che Hachiko ama molto. Tra tutti i membri, egli è il suo preferito. Per farle una sorpresa, Nana organizza una festa a casa loro con i Trapnest e i Blast. Hachi e Takumi si conoscono e in seguito iniziano una relazione passionale. Si vedono qualche volta, ma lui non sembra davvero innamorato, mentre lei prova qualcosa per il ragazzo. Viene lasciato al telefono dalla ragazza per Nobuo durante un tour; quando torna a Tokyo, va da lei per parlarle e scopre che Hachi è incinta. Capisce di essere il padre del futuro bambino, così le rimane vicino e le promette di sposarla (anche se in maniera non proprio entusiasta) e di essere un buon padre. I due andranno a vivere insieme in un lussuoso appartamento. Nella linea temporale presente, hanno due figli: un bambino, Ren, e dopo qualche anno una bambina, Satsuki
- Shinichi Okazaki. È il nuovo bassista dei Black Stones. Lui la considera quasi come una madre, perché la ragazza si dimostra sempre dolce e premurosa nei suoi confronti. Tra i due si crea un legame sincero ed entrambi tengono molto l'uno all'altra.